# Eichhof
Eichhof è la birra prodotta dall'omonima ditta con sede a Lucerna, Svizzera. È una delle birre più popolari in Svizzera.

## Marche prodotte

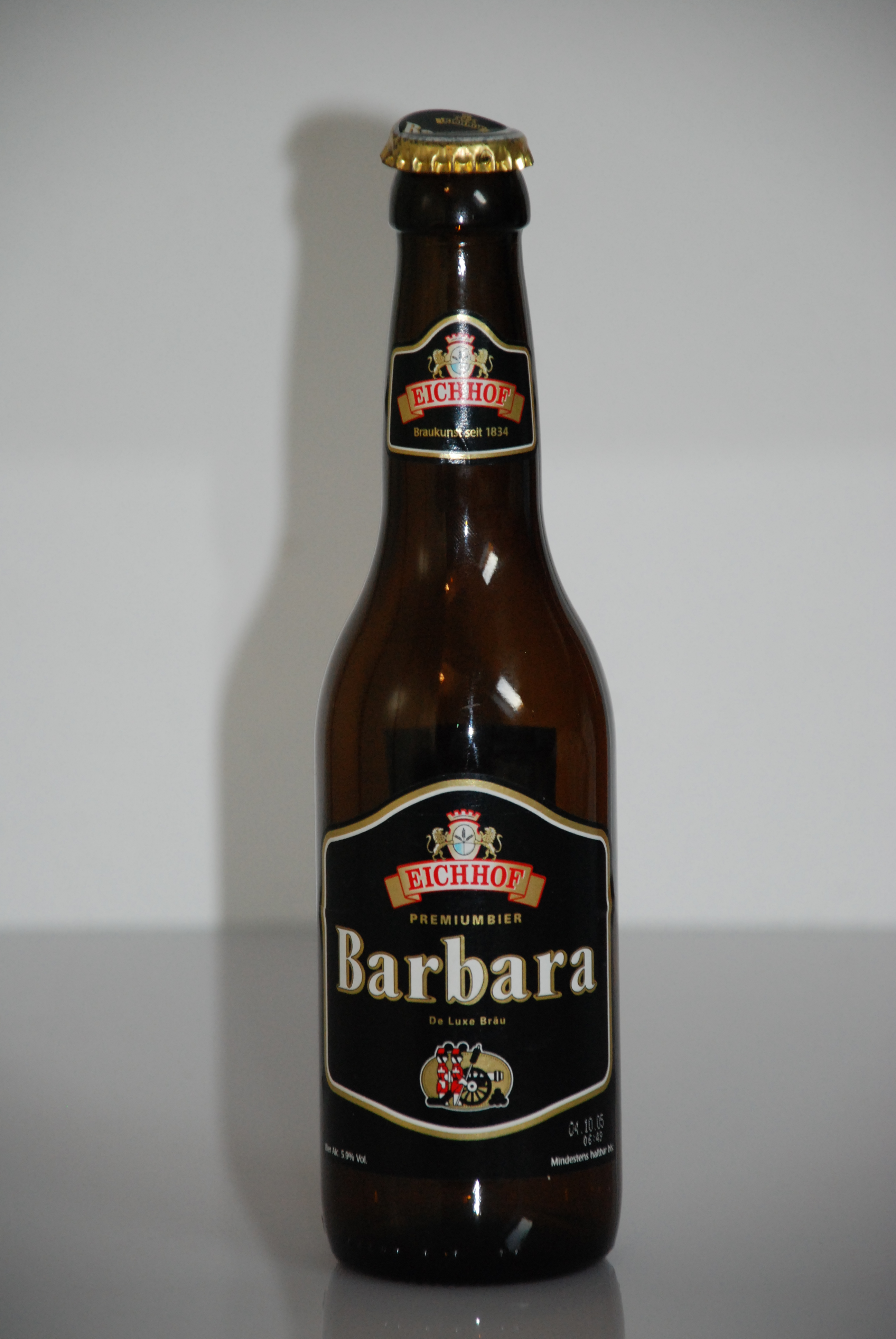
Una bottiglia di Barbara

- Eichhof Lager: la principale, chiara con il 4,8% di alcool (vol., temperatura ideale per essere servita va dai circa 8° ai 10° C., prodotta in bottiglia da 50 cl, 33 cl e 30 cl.
- Braugold: chiara premium, con il 5,2% di alcool (vol., temperatura ideale per essere servita va dai circa 8° ai 10° C., prodotta in bottiglia da 50 cl, 33 cl e 30 cl.
- Klosterbräu: birra non filtrata, con il 4,8% di alcool (vol., temperatura ideale per essere servita va dai circa 8° ai 10° C., prodotta in bottiglia da 50 cl, 33 cl e 30 cl.
- Barbara: Hell, Starkbier, con il 5,9% di alcool (vol., temperatura ideale per essere servita va dai circa 8° ai 10° C., prodotta in bottiglie da 30 cl.
- Hubertus: birra scura, con il 5,7% di alcool (vol., temperatura ideale per essere servita va dai circa 8° ai 10° C., prodotta in bottiglie da 30 cl.
- Pony: chiara "oro", con il 5,2% di alcool (vol., temperatura ideale per essere servita va dai circa 8° ai 10° C., prodotta in bottiglie da 30 cl.
- Leichte: leggera con poco alcool
- Lemon: birra al gusto di limone, con il 5% di alcool (vol., temperatura ideale per essere servita va dai circa 8° ai 10° C., prodotta in bottiglie da 27,5 cl.
- Orange: birra al gusto d'arancia, con il 2,4% di alcool (vol., temperatura ideale per essere servita va dai circa 8° ai 10° C., prodotta in bottiglie da 27,5 cl.
- Sommerbier: prodotta da giugno a settembre, con poco alcool, con il 4,3% di alcool (vol., temperatura ideale per essere servita va dai circa 8° ai 10° C., prodotta in bottiglia da 33 cl e 30 cl.
- Spies draft: con il 4,8% di alcool (vol., temperatura ideale per essere servita va dai circa 8° ai 10° C., prodotta in bottiglie da 27,5 cl.
- Eichhof Alkoholfrei, senza contenuto di alcool, temperatura ideale per essere servita va dai circa 8° ai 10° C., prodotta in bottiglia da 50 cl e 30 cl.